# Taça Prata de Voleibol Masculino de 2017
A Taça Prata de Voleibol Masculino de 2017 foi a segunda edição desta competição organizada pela Confederação Brasileira de Voleibol através da Unidade de Competições Nacionais. A competição é uma espécie de terceiro nível do Campeonato Brasileiro de Voleibol Masculino, a principal competição entre clubes de voleibol masculino do Brasil, servindo como porta de acesso dos clubes à Superliga - Série B. Participam do torneio seis equipes provenientes de três estados brasileiros. A competição destinou três vagas à Série B de 2018. O torneio foi disputado na cidade paulista de Itapetininga.
Pela primeira vez o torneio teve uma final, o Ribeirão Preto Vôlei sagrou-se campeão ao derrotar a equipe da casa, o Vôlei Um Itapetininga. A equipe do Super Vôlei Santo André ficou com a terceira vaga do acesso.

## Equipes participantes
| Equipe                     | Cidade                   |
| -------------------------- | ------------------------ |
| Conceição do Mato Dentro   | Conceição do Mato Dentro |
| Vôlei Ribeirão             | Ribeirão Preto           |
| São José Vôlei             | São José dos Campos      |
| Super Vôlei Santo André    | Santo André              |
| Vôlei Amazonas/Nilton Lins | Manaus                   |
| Vôlei UM Itapetininga      | Itapetininga             |

## Fórmula de disputa
As seis equipes foram distribuídas em dois grupos com três equipes cada. As equipes enfrentaram-se dentro de seu grupo em turno simples. O primeiro colocado de cada grupo, garantiu vaga direta à Série B de 2018 e avançou à decisão da competição, contra o primeiro colocado do outro grupo. Os dois segundos colocados, enfrentaram-se na disputa do bronze e da terceira vaga para Superliga - Série B.

## Resultados

### Grupo A
| 24 de outubro de 2017 18:00 Relatório | São José Vôlei | 3 — 0             | Vôlei Amazonas/Nilton Lins | Ginásio Ayrton Senna da Silva, Itapetininga |
| 24 de outubro de 2017 18:00 Relatório | 25             | Set 1 Set 2 Set 3 | 20 23 17                   | Ginásio Ayrton Senna da Silva, Itapetininga |

| 25 de outubro de 2017 20:30 Relatório | Vôlei UM Itapetininga | 3 — 0             | Vôlei Amazonas/Nilton Lins | Ginásio Ayrton Senna da Silva, Itapetininga |
| 25 de outubro de 2017 20:30 Relatório | 26 25 26              | Set 1 Set 2 Set 3 | 24 20 24                   | Ginásio Ayrton Senna da Silva, Itapetininga |

| 26 de outubro de 2017 20:30 | Vôlei UM Itapetininga | 3 — 1                   | São José Vôlei | Ginásio Ayrton Senna da Silva, Itapetininga |
| 26 de outubro de 2017 20:30 | 25 23 27 25           | Set 1 Set 2 Set 3 Set 4 | 16 25 23       | Ginásio Ayrton Senna da Silva, Itapetininga |

Classificação Final
|     |                            |     | Jogos | Jogos | Jogos | Resultados | Resultados | Resultados | Resultados | Resultados | Resultados | Sets | Sets | Sets  | Pontos | Pontos | Pontos |
| Pos | Equipe                     | Pts | T     | V     | D     | 3–0        | 3–1        | 3–2        | 2–3        | 1–3        | 0–3        | V    | P    | R     | V      | P      | R      |
| --- | -------------------------- | --- | ----- | ----- | ----- | ---------- | ---------- | ---------- | ---------- | ---------- | ---------- | ---- | ---- | ----- | ------ | ------ | ------ |
| 1   | Vôlei UM Itapetininga      | 6   | 2     | 2     | 0     | 1          | 1          | 0          | 0          | 0          | 0          | 6    | 1    | 6,000 | 177    | 157    | 1.127  |
| 2   | São José Vôlei             | 3   | 2     | 1     | 1     | 1          | 0          | 0          | 0          | 1          | 0          | 4    | 3    | 1.333 | 164    | 160    | 1.025  |
| 3   | Vôlei Amazonas/Nilton Lins | 0   | 2     | 0     | 2     | 0          | 0          | 0          | 0          | 0          | 2          | 0    | 6    | 0,000 | 128    | 152    | 0.842  |

|  |                                                                                                |
|  | Equipes classificadas à final e a Superliga Brasileira de Voleibol Masculino de 2017 - Série B |
|  | Equipes classificadas à disputa de terceiro lugar                                              |

### Grupo B
| 24 de outubro de 2017 20:30 Relatório | Super Vôlei Santo André | 3 — 0             | Conceição do Mato Dentro | Ginásio Ayrton Senna da Silva, Itapetininga |
| 24 de outubro de 2017 20:30 Relatório | 25                      | Set 1 Set 2 Set 3 | 17 21 22                 | Ginásio Ayrton Senna da Silva, Itapetininga |

| 25 de outubro de 2017 18:00 Relatório | Vôlei Ribeirão | 3 — 2                         | Conceição do Mato Dentro | Ginásio Ayrton Senna da Silva, Itapetininga |
| 25 de outubro de 2017 18:00 Relatório | 25 23 21 15    | Set 1 Set 2 Set 3 Set 4 Set 5 | 18 16 25 12              | Ginásio Ayrton Senna da Silva, Itapetininga |

| 26 de outubro de 2017 18:00 Relatório | Vôlei Ribeirão | 3 — 1                   | Super Vôlei Santo André | Ginásio Ayrton Senna da Silva, Itapetininga |
| 26 de outubro de 2017 18:00 Relatório | 19 28 25       | Set 1 Set 2 Set 3 Set 4 | 25 26 21 18             | Ginásio Ayrton Senna da Silva, Itapetininga |

Classificação Final
|     |                          |     | Jogos | Jogos | Jogos | Resultados | Resultados | Resultados | Resultados | Resultados | Resultados | Sets | Sets | Sets  | Pontos | Pontos | Pontos |
| Pos | Equipe                   | Pts | T     | V     | D     | 3–0        | 3–1        | 3–2        | 2–3        | 1–3        | 0–3        | V    | P    | R     | V      | P      | R      |
| --- | ------------------------ | --- | ----- | ----- | ----- | ---------- | ---------- | ---------- | ---------- | ---------- | ---------- | ---- | ---- | ----- | ------ | ------ | ------ |
| 1   | Vôlei Ribeirão           | 5   | 2     | 2     | 0     | 0          | 1          | 1          | 0          | 0          | 0          | 6    | 3    | 2,000 | 206    | 186    | 1.108  |
| 2   | Super Vôlei Santo André  | 3   | 2     | 1     | 1     | 1          | 0          | 0          | 0          | 1          | 0          | 4    | 3    | 1.333 | 165    | 157    | 1.051  |
| 3   | Conceição do Mato Dentro | 1   | 2     | 0     | 2     | 0          | 0          | 0          | 1          | 0          | 1          | 2    | 6    | 0.333 | 156    | 184    | 0.848  |

|  |                                                                                                |
|  | Equipes classificadas à final e a Superliga Brasileira de Voleibol Masculino de 2017 - Série B |
|  | Equipes classificadas à disputa de terceiro lugar                                              |

## Disputa da terceira vaga
| 28 de outubro de 2017 16:00 Relatório | São José Vôlei | 0 — 3             | Super Vôlei Santo André | Ginásio Ayrton Senna da Silva, Itapetininga |
| 28 de outubro de 2017 16:00 Relatório | 28 24 23       | Set 1 Set 2 Set 3 | 30 26 25                | Ginásio Ayrton Senna da Silva, Itapetininga |

## Final
| 28 de outubro de 2017 18:30 Relatório | Vôlei UM Itapetininga | 2 — 3                         | Vôlei Ribeirão | Ginásio Ayrton Senna da Silva, Itapetininga |
| 28 de outubro de 2017 18:30 Relatório | 25 16 21 25 12        | Set 1 Set 2 Set 3 Set 4 Set 5 | 23 25 22 15    | Ginásio Ayrton Senna da Silva, Itapetininga |

## Premiações
| Taça Prata de 2017            | Taça Prata de 2017 | Taça Prata de 2017      |
| São Paulo                     | São Paulo          | São Paulo               |
| ----------------------------- | ------------------ | ----------------------- |
| Vôlei UM Itapetininga         | Vôlei Ribeirão     | Super Vôlei Santo André |
| (Vice-Campeão)                | (Campeão)          | (3º lugar)              |
| Promovidos (Superliga B 2018) |                    |                         |